# Medal of Freedom

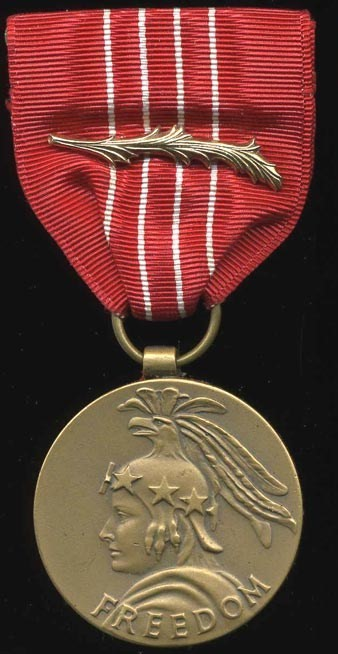
Medal of Freedom

De Medal of Freedom is een hoge Amerikaanse onderscheiding die uitgereikt is tussen 6 juli 1945 en 22 februari 1963.

## Instelling
De onderscheiding werd ingesteld bij wet op 6 juli 1945 en de voorwaarden werden aangepast bij presidentieel besluit op 5 april 1952 door de Verenigde Staten van Amerika. De Medal of Freedom werd hernoemd op 22 februari 1963 tot Presidential Medal of Freedom, zodat na deze datum de originele onderscheiding van deze naam en met dit uiterlijk niet meer werd uitgereikt. In België en Nederland, in het voormalige Nederlands-Indië en in andere landen in Europa alsmede Canada en Australië is een aantal verzetsstrijders uit de Tweede Wereldoorlog gedecoreerd met deze hoge onderscheiding.

## Beschrijving en toekenningsvereisten
In aanmerking kwamen personen die geen deel uitmaakten van het Amerikaanse Leger, wanneer ze ná 6 december 1941 (de startdatum van deelname door de Verenigde Staten aan de Tweede Wereldoorlog) een daad van verdienste hadden verricht, waardoor de Verenigde Staten of hun bondgenoten geholpen werden in de oorlog tegen een gewapende vijand of gedurende enige periode van nationale noodtoestand (uitgeroepen door de president of het Congres), waarmee de belangen of veiligheid van de Verenigde Staten of hun bondgenoten waren gediend. Deze onderscheiding werd slechts uitgereikt indien andere mogelijke militaire onderscheidingen niet van toepassing waren.
Onder speciale omstandigheden (indien er geen sprake was van een oorlogstoestand of nationale ramp), kon door of namens de President deze onderscheiding tevens worden uitgereikt aan personen die een daad van verdienste in het belang van de veiligheid van de Verenigde Staten hadden verricht.
De Medal of Freedom bestaat uit een ronde bronzen schijf waarop het linkerprofiel is afgebeeld van een persoon die een hoofddeksel draagt dat lijkt op een Amerikaanse zeearend, versierd met sterren. Eronder staat het woord FREEDOM. Op de achterkant van de medaille staat de Liberty Bell in het midden, met daaromheen de inscriptie: UNITED STATES OF AMERICA. Het lint is rood met vier smalle witte strepen naar het centrum toelopend.
De Medal of Freedom werd onderverdeeld in vier graden, indien uitgereikt aan niet-Amerikanen en is dan het equivalent van het Legioen van Verdienste voor Amerikanen in het leger:
- met gouden palm (with gold palm) voor mensen met de vergelijkende rang van grootofficier (chief commander) in het leger van hun land. (79 uitgegeven)
- met zilveren palm (with silver palm) voor de vergelijkende rang van commandeur (commander) in het leger van hun land. (350 uitgegeven)
- met bronzen palm (with bronze palm) voor de vergelijkende rang van officier (officer) of legionair (legionnaire) in het leger van hun land. (987 uitgegeven)
- zonder palm (without palm) voor burgers (dan het equivalent van de Bronze Star). (4754 uitgegeven)

De palmtekens waren kleine metalen palmbladspeldjes uitgevoerd in goud, zilver of brons.
In de praktijk werd bij uitreiking aan verzetsstrijders na de Tweede Wereldoorlog niet vastgehouden aan de vergelijkbare militaire rang bij het bepalen van de hoogte van de onderscheiding, maar werd vooral gekeken naar de omvang, inzet en waarde van hun verzetsactiviteiten. Ook is deze uitgereikt aan wetenschappers en artiesten die door hun werk bijdroegen aan het beëindigen van de Tweede Wereldoorlog en later nog aan 259 buitenlandse veteranen in de Koreaanse Oorlog. De onderscheiding werd ook aan Amerikaanse burgers (dan altijd zonder palm) uitgereikt om diverse redenen in de periode 1955-1963.

## Uitreiking in Nederland, België en Nederlands-Indië
De onderscheiding werd uitgereikt in een aantal sessies, één op vijf locaties vlak na de Tweede Wereldoorlog in 1946 en 1947 en één acht jaar erna in 1952 op drie locaties voor diegenen die ook in aanmerking kwamen maar bij de eerste lichting nog niet bekend waren bij de Amerikanen als zodanig. Ook zijn er individueel enkele uitgereikt. De eerste sessies vonden plaats in Den Haag op 4 september 1946; Amsterdam 21 november 1946; Maastricht 18 januari 1947; Utrecht 12 maart 1947, in Brussel op 16 februari 1947 (302 Belgen door admiraal A.G. Kirk) en in Brussel op 23 maart 1947. De tweede serie vond plaats in Den Haag op 8 april 1953; Amsterdam 7 mei 1953 en Brussel 1953. Negen Nederlanders en drie Belgen werden onderscheiden met de hoogste versie, die met gouden palm. Dit betroffen Elvire Degreef, Micheline Dumont, Joke Folmer, Walraven van Hall, Peter van den Hurk, Andrée de Jongh, Lambertus Neher, Joop Piller, Harry Tummers, Johan Hendrik Weidner, Jos van Wijlen en Derk Wildeboer. Eén Nederlander heeft de Medal of Freedom ontvangen voor haar humanitaire inzet tijdens de Koreaoorlog, de verpleegkundige C.M. Koopman.

## Lijst van gedecoreerden
| Naam (* = postuum)                             | Woonplaats          | Nationaliteit       | Plaats                | Datum        | Jaar    | Graad       |
| ---------------------------------------------- | ------------------- | ------------------- | --------------------- | ------------ | ------- | ----------- |
| Jos van Aalderen                               | Hoogeveen           | Nederland           | Utrecht               | 12 maart     | 1947    | zonder palm |
| Jacob van Andel                                | Amersfoort          | Nederland           |                       | 12 oktober   | 1946    | zonder palm |
| Marianne Anderson                              |                     | Nederland           | Utrecht               | 12 maart     | 1947    | zonder palm |
| Robert Anderson                                |                     | Verenigde Staten    | Washington D.C.       | 3 augustus   | 1955    | zonder palm |
| Albert John Andrée Wiltens                     | Den Haag            | Nederland           | Den Haag              | 8 april      | 1953    | brons       |
| Johannes Ariëns                                |                     | Nederland           | Maastricht            | 18 januari   | 1947    | zonder palm |
| Ima van Asbeck                                 | Zutphen             | Nederland           | Den Haag              | 8 april      | 1953    | zonder palm |
| Albert van Ass                                 | Roermond            | Nederland           | Amsterdam             | 21 november  | 1946    | brons       |
| Mary Astor Paul                                | Philadelphia        | Verenigde Staten    |                       |              | 1954    | zonder palm |
| Arnold Baars                                   |                     | Nederland           |                       |              |         | zonder palm |
| Walter Hubert Baddeley                         |                     | Verenigd Koninkrijk |                       |              | 1945    |             |
| Walter Baker                                   |                     | Verenigde Staten    | Lockport              |              | 1953    | zonder palm |
| Dionisius Dirk Bakker *                        |                     | Nederland           | Utrecht               | 12 maart     | 1947    | zonder palm |
| Pridi Banomyong                                |                     | Thailand            |                       |              | 1946    | goud        |
| Michel Bartels                                 |                     | Nederland           |                       |              |         | zonder palm |
| Alexander Bartlett                             |                     | Verenigd Koninkrijk |                       | 19 november  | 1948    | zonder palm |
| Matheus Beelen                                 | Tungelroy-Weert     | Nederland           | Maastricht            | 18 januari   | 1947    | zonder palm |
| Hendrikus Dirk Jan Beernink *                  | Zwolle              | Nederland           | Amsterdam             | 21 november  | 1946    | brons       |
| James Bell                                     |                     | Canada              |                       |              | 194?    | zonder palm |
| Guillaume Bensen                               |                     | Nederland           |                       |              | 1947    | brons       |
| Jacob van den Bent                             | Ede                 | Nederland           | per post              | 17 maart     | 1947    | zonder palm |
| Maarten van den Bent                           | Bennekom            | Nederland           | Utrecht               | 12 maart     | 1947    | zonder palm |
| Simon van den Bent*                            | Ede                 | Nederland           | Utrecht               | 12 maart     | 1947    | zonder palm |
| Jannis van den Berg                            | Arnhem              | Nederland           | Utrecht               | 12 maart     | 1947    | zonder palm |
| Moe Berg                                       | Newark              | Verenigde Staten    |                       | 10 oktober   | 1945    | zonder palm |
| Alphonse Bergmans                              | Bree                | België              | Brussel               | 23 maart     | 1947    | brons       |
| Louis Bergmans                                 |                     | Nederland           |                       |              | 1947    | zonder palm |
| Hillegonda Bergsma                             |                     | Nederland           |                       |              |         | zonder palm |
| Andrew Berry                                   | Appleton            | Verenigde Staten    | Appleton              | 19 september | 1946    | zonder palm |
| Frank Horton Berryman                          | Sydney              | Australië           |                       |              | 1948    | zilver      |
| Andreas Berts                                  | Nederlands-Indië    | Nederland           |                       |              | 1947    | zilver      |
| Vernon Elliott Blomfield                       |                     | Verenigd Koninkrijk |                       | 19 november  | 1948    | zilver      |
| Jan Bode                                       |                     | Nederland           | Maastricht            | 18 januari   | 1947    | zonder palm |
| Lewis Boddington                               |                     | Verenigd Koninkrijk |                       |              | 1958    | brons       |
| Cornelis de Boer                               | Zwijndrecht         | Nederland           |                       |              |         | zonder palm |
| Bastiaan Boere                                 |                     | Nederland           | Utrecht               | 12 maart     | 1947    | zonder palm |
| Abraham du Bois *                              | Heiloo              | Nederland           | Utrecht               | 12 maart     | 1947    | zonder palm |
| Jacob Bol                                      |                     | Nederland           | Utrecht               | 12 maart     | 1947    | zonder palm |
| Charles Bongaerts *                            |                     | Nederland           | Maastricht            | 18 januari   | 1947    | zonder palm |
| Jim de Booy                                    | Londen              | Nederland           |                       |              |         | zonder palm |
| Marinus van den Born*                          | Ede                 | Nederland           | Utrecht               | 12 maart     | 1947    | zonder palm |
| Gerrit van den Born                            | Amersfoort          | Nederland           | Den Haag              | 4 september  | 1946    | zilver      |
| Iman Jacob van den Bosch *                     | Eindhoven/Groningen | Nederland           | Den Haag              | 8 april      | 8 april | zilver      |
| Lodewijk Bosch van Rosenthal                   | Den Haag            | Nederland           | Amsterdam             | 21 november  | 1946    | brons       |
| William Dowling Bostock                        | Sydney              | Australië           |                       |              | 1946    | zilver      |
| Martinus Bouman *                              | Roermond            | Nederland           |                       |              | 1946    | brons       |
| John Campbell Bowen                            | Alberta             | Canada              |                       |              | 1946    | zilver      |
| Omar Bradley                                   |                     | Verenigde Staten    |                       |              | 1947    | zonder palm |
| Wouter Brave                                   |                     | Nederland           | Utrecht               | 12 maart     | 1947    | zonder palm |
| Wouter van den Brink                           | Heelsum             | Nederland           | Utrecht               | 12 maart     | 1947    | zonder palm |
| Dirk Leendert van der Brugge                   | Babyloniënbroek     | Nederland           | Maastricht            | 18 januari   | 1947    | zonder palm |
| Marinus van Bruggen                            | Eindhoven           | Nederland           | Amsterdam             | 21 november  | 1946    | brons       |
| Fritz de Bruijn                                |                     | Nederland           | Maastricht            | 18 januari   | 1947    | zonder palm |
| Adrianus de Bruin                              |                     | Nederland           |                       |              |         | zonder palm |
| Evert Bruinekreeft                             | Kootwijkerbroek     | Nederland           | Amsterdam             | 21 november  | 1946    | brons       |
| Sieuwert Bruins Slot                           | Sauwerd             | Nederland           |                       |              |         | zonder palm |
| Anne Brusselmans                               | Brussel             | België              | Brussel               |              |         | zilver      |
| Jean Brutel de la Rivière                      |                     |                     | Den Haag              | 8 april      | 1953    | zonder palm |
| Johannes Christiaan Bührmann                   | Weesp               | Nederland           | Den Haag              | 8 april      | 1953    | brons       |
| Jaap Buijs                                     | Zaandam             | Nederland           | Amsterdam             | 7 mei        | 1953    | zonder palm |
| Eise Buitenbos                                 |                     | Nederland           | Utrecht               | 12 maart     | 1947    | zonder palm |
| Christina van der Burg                         | Ede                 | Nederland           | Utrecht               | 12 maart     | 1947    | zonder palm |
| Hendrik Bussink                                |                     | Nederland           | Utrecht               | 12 maart     | 1947    | zonder palm |
| Homer Morrison Byington Jr.                    | Montreal            | Verenigde Staten    |                       |              | 1946    | zonder palm |
| Catharinus Caljé                               |                     | Nederland           | Amsterdam             | 7 mei        | 1953    | brons       |
| Francis Cammaerts                              |                     | België              | Brussel               |              | 1947    |             |
| Auguste de Casembroot                          | Zeeland             | Nederland           | Den Haag              | 8 april      | 1953    | brons       |
| Jean Michel Caubo *                            | Parijs              | Nederland           |                       |              | 1946    | zonder palm |
| Elise Françoise Chabot                         | Brussel             | België              |                       |              | 1946    | brons       |
| Angelo Cerica                                  | Rome                | Italië              |                       |              | 1953    | zilver      |
| Jozef Claes *                                  |                     | België              |                       |              |         |             |
| Joseph Clark Adamson                           |                     | Verenigd Koninkrijk |                       | 19 november  | 1948    | brons       |
| Hendrik van Cleeff                             | Den Haag            | Nederland           | Amsterdam             | 21 november  | 1946    | brons       |
| Govert de Clercq                               | Abbenes             | Nederland           | Utrecht               | 12 maart     | 1947    | zonder palm |
| Rudolph Cleveringa                             | Leiden              | Nederland           | Den Haag              | 8 april      | 1953    | zonder palm |
| John Cockcroft                                 |                     | Verenigd Koninkrijk |                       |              |         | goud        |
| Leonardus Coensen                              |                     | Nederland           | Maastricht            | 18 januari   | 1947    | zonder palm |
| James Bertram Collip                           |                     | Canada              |                       |              | 1947    | zilver      |
| William Cook Simpson                           |                     | Verenigd Koninkrijk |                       | 19 november  | 1948    | brons       |
| Johan Cordes                                   |                     | Nederland           | Utrecht               | 12 maart     | 1947    | zonder palm |
| Christiaan Cornelisse                          | Amerongen           | Nederland           | Amsterdam             | 21 november  | 1946    | brons       |
| Horacio Luis de la Costa                       | Woodstock           | Filipijnen          |                       |              | 1946    | zonder palm |
| M. H. W. Crijns                                |                     | Nederland           | Maastricht            | 18 januari   | 1947    | zonder palm |
| George William Cumming                         |                     | Verenigd Koninkrijk |                       | 19 november  | 1948    | zonder palm |
| Henry Dale                                     |                     | Verenigd Koninkrijk | Londen                | 7 februari   | 1948    | zilver      |
| Jan Damen                                      |                     | Nederland           |                       |              |         | zonder palm |
| Bebe Daniels                                   | Londen              | Verenigde Staten    | Londen                |              | 1946    | zonder palm |
| Charles Galton Darwin                          |                     | Verenigd Koninkrijk | Londen                | 7 februari   | 1948    | brons       |
| John Paton Davies                              |                     | Verenigde Staten    |                       |              | 1948    | zonder palm |
| Nathaniel Davies                               |                     | Verenigde Staten    |                       |              | 1946    | zonder palm |
| Elvire Degreef                                 |                     | België              |                       |              |         | goud        |
| Henk Deinum                                    | Wassenaar           | Nederland           | Maastricht            | 18 januari   | 1947    | zonder palm |
| Klaas Dekker                                   | Boxtel              | Nederland           | Amsterdam             | 21 november  | 1946    | brons       |
| Klaas Dekker                                   | Enkhuizen           | Nederland           | Maastricht            | 18 januari   | 1947    | zonder palm |
| Paul Dekkers                                   | Roermond            | Nederland           |                       |              |         | zonder palm |
| Bernard Delaborde-Negues                       |                     | Frankrijk           |                       | 6 september  | 1945    | zonder palm |
| Elaine Delhaye                                 |                     | Frankrijk           |                       | 20 november  | 1946    |             |
| Eugenie Demeusy                                |                     | Frankrijk           |                       | 22 januari   | 1955    | zonder palm |
| Henk Dienske *                                 | Amsterdam           | Nederland           | Amsterdam             | 7 mei        | 1953    | brons       |
| Marlene Dietrich                               | San Fernando Valley | Verenigde Staten    |                       |              | 1947    | zonder palm |
| Marie Louise Dissard                           | Toulouse            | Frankrijk           |                       |              | 1945    | goud        |
| Berend van den Dool                            | Deventer            | Nederland           | Utrecht               | 12 maart     | 1947    | zonder palm |
| Jimmy Doolittle                                |                     | Verenigde Staten    |                       |              | 1947    | zonder palm |
| Johannes A. Doornebosch                        | Leersum             | Nederland           | Utrecht               | 12 maart     | 1947    | zonder palm |
| Klaas van Dorsten                              | Meppel              | Nederland           | Utrecht               | 12 maart     | 1947    | zonder palm |
| James Douglas                                  | Washington D.C.     | Verenigde Staten    | Washington D.C.       | 18 januari   | 1961    | zonder palm |
| Willem Drees                                   | Den Haag            | Nederland           | Den Haag              | 8 april      | 1953    | brons       |
| Hendrik Gijsbert ('Harrie') Driessen *         | Horst               | Nederland           | Maastricht            | 18 januari   | 1947    | zonder palm |
| Leo van Druenen                                | Lieshout            | Nederland           | Maastricht            | 18 januari   | 1947    | zonder palm |
| Jack Drummond                                  |                     | Verenigd Koninkrijk | Londen                | 7 februari   | 1948    | zilver      |
| Harald Frederik Dudok van Heel                 | Naarden             | Nederland           | Amsterdam             | 7 mei        | 1953    | zonder palm |
| John Foster Dulles                             | Washington D.C.     | Verenigde Staten    | Washington D.C.       | 20 mei       | 1959    | zonder palm |
| Geoffrey Dummer                                |                     | Verenigd Koninkrijk |                       |              |         | brons       |
| Micheline Dumont                               |                     | België              |                       |              |         | goud        |
| Eugénie Duport                                 |                     | Frankrijk           | Madrid                |              | 1953    |             |
| Kars van Duuren                                |                     | Nederland           | Maastricht            | 18 januari   | 1947    | zonder palm |
| Jan Willem Duyff                               |                     | Nederland           | Den Haag              | 8 april      | 1953    | brons       |
| Cornelis van Eck                               | Roosteren           | Nederland           | Maastricht            | 18 januari   | 1947    | zonder palm |
| Alfred Egerton                                 |                     | Verenigd Koninkrijk | Londen                | 7 februari   | 1948    | zilver      |
| Joop van Elsen                                 | Oegstgeest          | Nederland           | Den Haag              | 4 september  | 1946    | zilver      |
| Dirk Eskes                                     | Hardenberg          | Nederland           | Utrecht               | 12 maart     | 1947    | zonder palm |
| Heimen van Esveld                              | Kootwijkerbroek     | Nederland           | Amsterdam             | Amsterdam    | 1946    | zonder palm |
| Hendrik Evers                                  | Venray/IJsselstein  | Nederland           | Amsterdam             | 21 november  | 1946    | brons       |
| Jan Evers                                      | Ederveen            | Nederland           | Amsterdam             | 21 november  | 1946    | brons       |
| Martinus van den Eynden                        | Deurne              | Nederland           | Maastricht            | 18 januari   | 1947    | zonder palm |
| Charles Richard Fairey                         |                     | Verenigd Koninkrijk | Bermuda               |              | 1948    | zilver      |
| Huibert Faro                                   | 's Gravenmoer       | Nederland           |                       |              |         | zonder palm |
| Bent Faurschou-Hviid *                         | Gentofte            | Denemarken          |                       |              | 1946    |             |
| Ernest Carroll Faust                           |                     | Verenigde Staten    |                       | 16 april     | 1946    | zonder palm |
| Piet Felix                                     | De Meern            | Nederland           | Utrecht               | 12 maart     | 1947    | zonder palm |
| Alphonse Fercot                                |                     | Frankrijk           |                       | 22 oktober   | 1946    | zonder palm |
| Leo Fleskens                                   | Mierlo              | Nederland           | Maastricht            | 18 januari   | 1947    | zonder palm |
| Hendrik Folmer                                 | Arnhem              | Nederland           | Utrecht               | 12 maart     | 1947    | zonder palm |
| Herman Folmer                                  | Zeist               | Nederland           | Utrecht               | 12 maart     | 1947    | zonder palm |
| Joke Folmer                                    | Den Haag            | Nederland           | Den Haag              | 4 september  | 1946    | goud        |
| Robert Folz                                    | Nancy               | Frankrijk           |                       |              | 1946    |             |
| Thomas Francis                                 | Ann Arbor           | Verenigde Staten    |                       |              | 1946    | zonder palm |
| Jacob van der Gaag                             |                     | Nederland           | Den Haag              | 8 april      | 1953    | zonder palm |
| Charles Henry Gairdner                         |                     | Verenigd Koninkrijk | Londen                | 16 januari   | 1947    | zilver      |
| Geneviève de Galard                            |                     | Frankrijk           | Washington D.C.       | 29 juli      | 1954    | brons       |
| John Kenneth Galbraith                         | Cambridge           | Verenigde Staten    |                       |              | 1946    | zonder palm |
| Casper ter Galestin *                          | Amsterdam           | Nederland           | Den Haag              | 8 april      | 1953    | zonder palm |
| Thomas Gates                                   | Washington D.C.     | Verenigde Staten    | Washington D.C.       | 18 januari   | 1961    | zonder palm |
| Hendrik Geerdink                               | Stramproy           | Nederland           | Amsterdam             | 21 november  | 1946    | brons       |
| Hartog Gelder                                  | 's-Hertogenbosch    | Nederland           | Utrecht               | 12 maart     | 1947    | zonder palm |
| Johan Gelderman                                | Losser              | Nederland           | Utrecht               | 12 maart     | 1947    | zonder palm |
| Gradus Antonius Gerritsen *                    |                     | Nederland           | Utrecht               | 12 maart     | 1947    | zonder palm |
| Adrianus van Gestel *                          |                     | Nederland           | Maastricht            | 18 januari   | 1947    | zonder palm |
| Tonny Gielens                                  |                     | Nederland           | Maastricht            | 18 januari   | 1947    | zonder palm |
| Charles Gilbert                                | Rotterdam           | Nederland           | Den Haag              | 23 oktober   | 1946    | zonder palm |
| Leonard Patrick Gilshehan                      |                     | Verenigd Koninkrijk |                       | 19 november  | 1948    | brons       |
| Rijk van Ginkel                                | Scherpenzeel        | Nederland           | Utrecht               | 12 maart     | 1947    | zonder palm |
| Johannes G. van der Glas                       | Den Haag            | Nederland           |                       |              |         | zonder palm |
| Frans Johannes Goedhart                        | Amsterdam           | Nederland           |                       |              |         | zonder palm |
| Ernest Gold                                    |                     | Verenigd Koninkrijk |                       |              | 1946    | zilver      |
| Charles Goodeve                                | Winnipeg            | Canada              |                       |              | 1946    | zilver      |
| Andrew Goodpaster                              | Washington D.C.     | Verenigde Staten    | Washington D.C.       | 18 januari   | 1961    | zonder palm |
| Adrianus Goossens                              | Hoogeloon           | Nederland           | Maastricht            | 18 januari   | 1947    | zonder palm |
| Emile Goossens                                 | Echt                | Nederland           |                       |              |         | zonder palm |
| Wubbo Graafhuis                                |                     | Nederland           | Amersfoort            | 9 januari    | 1947    | zonder palm |
| A.G. Graham                                    |                     | Verenigd Koninkrijk |                       |              | 1947    | brons       |
| Marguerite Grangior                            |                     | Frankrijk           |                       |              | 1945    |             |
| Gordon Gray                                    | Washington D.C.     | Verenigde Staten    | Washington D.C.       |              | 1961    |             |
| Benjamin de Groot                              | Leiden              | Nederland           | Utrecht               | 12 maart     | 1947    | zonder palm |
| Jentje de Groot-ter Bruggen                    | Meppel              | Nederland           | Amsterdam             | 21 november  | 1946    | brons       |
| Josefina Guerrero                              |                     | Filipijnen          |                       |              | 1948    | zilver      |
| Paul Gulikers                                  | Sittard             | Nederland           | Maastricht            | 18 januari   | 1947    | zonder palm |
| Jørgen Haagen Schmith *                        | Gentofte            | Denemarken          |                       |              | 1946    |             |
| Johannes ter Haar                              | Eibergen            | Nederland           | Amsterdam             | 21 november  | 1946    | brons       |
| Carl van Haeften                               | Wassenaar           | Nederland           | door militair attaché | 16 oktober   | 1946    | zonder palm |
| Gerrit Hakkesteegt                             | Groot-Ammers        | Nederland           | Maastricht            | 18 januari   | 1947    | zonder palm |
| Walraven van Hall *                            | Zaandam             | Nederland           | Den Haag              | 8 april      | 1953    | goud        |
| Jules Haeck *                                  | Enschede            | Nederland           | Den Haag              | 4 september  | 1946    | zilver      |
| William Hammon                                 |                     | Verenigde Staten    |                       |              | 1946    | zonder palm |
| Leonie van Harssel                             | Tilburg             | Nederland           | Maastricht            | 18 januari   | 1947    | zonder palm |
| Arthur Hartley                                 | Londen              | Verenigd Koninkrijk | Londen                |              | 1946    |             |
| Alexander Hartman                              | Velp                | Nederland           | Utrecht               | 12 maart     | 1947    | zonder palm |
| Lodewijk van Hasselt                           | Zundert             | Nederland           | Maastricht            | 18 januari   | 1947    | zonder palm |
| Knut Haukelid                                  | Oslo                | Noorwegen           | Oslo                  |              |         | zilver      |
| J.N.D. Heenan                                  |                     | Verenigd Koninkrijk | Londen                | 7 februari   | 1948    | brons       |
| Cornelia Heer-de Bruin                         | Veldhuizen          | Nederland           | Maastricht            | 18 januari   | 1947    | zonder palm |
| Annegien van Heerde-Smid                       |                     | Nederland           | Den Haag              | 8 april      | 1953    | brons       |
| Aart van de Heg                                | Barneveld           | Nederland           | Utrecht               | 12 maart     | 1947    | zonder palm |
| Klaas Heijboer                                 | Groot-Ammers        | Nederland           | Den Haag              | 4 september  | 1946    | zilver      |
| Dr. W. D. van der Heijde                       | Amsterdam           | Nederland           | Utrecht               | 12 maart     | 1947    | zonder palm |
| Eugene van der Heijden                         | Maastricht          | Nederland           | Amsterdam             | 21 november  | 1946    | brons       |
| Fons van der Heijden                           | Netersel            | Nederland           | Maastricht            | 18 januari   | 1947    | zonder palm |
| Emile Heijkants                                | Poppel              | België              | Maastricht            | 18 januari   | 1947    | zonder palm |
| Gerard Heijthuizen                             | Echt                | Nederland           |                       |              |         | zonder palm |
| Ian Heilbron                                   |                     | Verenigd Koninkrijk | Londen                | 7 februari   | 1948    | brons       |
| Claus Helberg                                  | Haugsbygd           | Noorwegen           |                       |              | 1946    | brons       |
| John Eric von Hemert *                         |                     | Nederland           | Amsterdam             | 7 mei        | 1953    | zilver      |
| H. Hendrikx                                    | Haelen              | Nederland           | Maastricht            | 18 januari   | 1947    | zonder palm |
| Jan Hendrikx                                   | Tienray             | Nederland           | Maastricht            | 18 januari   | 1947    | zonder palm |
| Jan Hendrikx *                                 |                     | Nederland           | Maastricht            | 18 januari   | 1947    | brons       |
| Pieter Hendrikx                                | Kelpen              | Nederland           | Amsterdam             | 21 november  | 1946    | brons       |
| Frans van Herten                               | Horn                | Nederland           | Maastricht            | 18 januari   | 1947    | zonder palm |
| Christian Herter                               | Washington D.C.     | Verenigde Staten    | Washington D.C.       | 18 januari   | 1961    | zonder palm |
| Didi Roos                                      | Rotterdam           | Nederland           | Amsterdam             | 21 november  | 1946    | brons       |
| Richard Heslop                                 |                     | Verenigd Koninkrijk |                       |              |         |             |
| Gijsbertje van den Heuvel                      | Emmastad            | Nederland           | Den Haag              |              |         | zonder palm |
| Hendrika Heyer                                 | Wageningen          | Nederland           |                       |              |         | zonder palm |
| Archibald Hill                                 |                     | Verenigd Koninkrijk |                       |              | 1947    | zilver      |
| Cornelius Hillen                               | Amsterdam           | Nederland           | Utrecht               | 12 maart     | 1947    | zonder palm |
| Clara Hillen-Dutilh                            | Amsterdam           | Nederland           | Utrecht               | 12 maart     | 1947    | zonder palm |
| Suzanne Hilterman                              | Parijs              | Frankrijk           |                       |              |         | brons       |
| Cornelis Hoekstra                              | Vuren               | Nederland           | Maastricht            | 18 januari   | 1947    | zonder palm |
| Harm Hoekstra                                  | Vuren               | Nederland           | Maastricht            | 18 januari   | 1947    | zonder palm |
| Hendrik Arius Hoekstra *                       | Blaricum            | Nederland           | Amsterdam             | 7 mei        | 1953    | brons       |
| Gerda Hollaar                                  | Parijs              | Nederland           |                       |              |         | zonder palm |
| J.C.F Holland                                  |                     | Verenigd Koninkrijk |                       | 16 januari   | 1948    | zilver      |
| Johan I. Hollebrands                           | Sliedrecht          | Nederland           | Amsterdam             | 21 november  | 1946    | brons       |
| Georges Holvoet                                | Antwerpen           | België              |                       |              |         | brons       |
| Jan van Hoof *                                 | Nijmegen            | Nederland           |                       | 16 november  | 1945    | brons       |
| M.E. Hooijer-Dubois                            | Haelen              | Nederland           | Amsterdam             | 21 november  | 1946    | brons       |
| Johannes ter Horst *                           | Enschede            | Nederland           | Utrecht               | 12 maart     | 1947    | zonder palm |
| A. J. S. Horstman                              | Oosterbeek          | Nederland           | Utrecht               | 12 maart     | 1947    | zonder palm |
| George David Eduard Johan Hotz                 |                     | Nederland           | Den Haag              | 8 april      | 1953    | brons       |
| Wiel Houwen                                    | Helden              | Nederland           | Den Haag              | 4 september  | 1946    | zilver      |
| Servaas Willem Hovens                          | Maastricht          | Nederland           | Den Haag              |              |         | zonder palm |
| Willem Hupkes                                  | Bilthoven           | Nederland           | Den Haag              |              |         | zilver      |
| Mimi van den Hurk                              | Meppel              | Nederland           | Utrecht               | 12 maart     | 1947    | zonder palm |
| Peter van den Hurk                             | Meppel              | Nederland           | Den Haag              | 4 september  | 1946    | goud        |
| Hendrik Idenburg                               | Scheveningen        | Nederland           | Utrecht               | 12 maart     | 1947    | zonder palm |
| Kasper Idland                                  | Stavanger           | Noorwegen           |                       |              | 1947    |             |
| Petrus Ingelse                                 | Bleskensgraaf       | Nederland           | Maastricht            | 18 januari   | 1947    | zonder palm |
| W. J. H. Jacobs                                | Venlo               | Nederland           |                       |              |         | zonder palm |
| Johannes Jager                                 | Ede                 | Nederland           | Amsterdam             | 21 november  | 1946    | brons       |
| Jacobus Jans                                   | Venlo               | Nederland           | Venlo                 | 22 februari  | 1954    | zilver      |
| Johannes Jansen                                | Meppel              | Nederland           | Utrecht               | 12 maart     | 1947    | zonder palm |
| Gijsbert Janssen                               | Ede                 | Nederland           | Utrecht               | 12 maart     | 1947    | zonder palm |
| Piet Jegerings                                 | Deurne              | Nederland           | Maastricht            | 18 januari   | 1947    | zonder palm |
| Reinier Emil Jessurun                          |                     | Nederland           | Nederlands-Indië      |              | 1947    | brons       |
| Johannes Jeurissen                             | Echt                | Nederland           |                       |              |         | zonder palm |
| Jan Jochems                                    |                     | Nederland           | General Orders        | 16 april     | 1947    | zonder palm |
| Aart Melis Jochemsen                           | Ede                 | Nederland           | Utrecht               | 12 maart     | 1947    | zonder palm |
| Melvill Jones                                  |                     | Verenigd Koninkrijk | Londen                | 7 februari   | 1948    | zilver      |
| Reginald Victor Jones                          |                     | Verenigd Koninkrijk |                       |              | 1946    | zilver      |
| Roel de Jong                                   | Amsterdam           | Nederland           | Tropenmuseum A'dam    | 21 november  | 1946    | brons       |
| Andrée de Jongh                                | Brussel             | België              |                       |              | 1945    | goud        |
| H. Joosten                                     | Grubbenvorst        | Nederland           | Maastricht            | 18 januari   | 1947    | zonder palm |
| Martinus Joosten                               | Deurne              | Nederland           | Maastricht            | 18 januari   | 1947    | zonder palm |
| Gerrit Kars                                    | Ouder-Amstel        | Nederland           | Utrecht               | 12 maart     | 1947    | zonder palm |
| Bernard Karsenty                               | Marseille           | Frankrijk           |                       |              |         |             |
| Petrus Albertus Kasteel                        | Willemstad          | Nederland           |                       |              |         | zilver      |
| Joseph Kentgens                                | Zoetermeer          | Nederland           | Utrecht               | 12 maart     | 1947    | zonder palm |
| Emile Kerkhoven                                | Wekerom             | Nederland           | Utrecht               | 12 maart     | 1947    | zonder palm |
| Harm Ketelaar                                  | Assen               | Nederland           | stadhuis Assen        | 24 juni      | 1953    | brons       |
| Robert Kho-Seng Lim                            |                     | China               |                       |              | 1946    | zilver      |
| Maurits Kiek                                   | Wassenaar           | Nederland           |                       |              |         | zonder palm |
| Alexander King                                 |                     | Verenigd Koninkrijk | Londen                | 7 februari   | 1948    | zilver      |
| Marten Kingma                                  | Vollenhove          | Nederland           | Utrecht               | 12 maart     | 1947    | zonder palm |
| Helen Kirkpatrick Milbank                      | Washington D.C.     | Verenigde Staten    |                       | 21 sept      | 1949    | zonder palm |
| George Bogdan Kistiakowsky                     | Washington D.C.     | Verenigde Staten    | Washington D.C.       | 18 januari   | 1961    | zonder palm |
| Aart Kliest                                    | Apeldoorn           | Nederland           | Utrecht               | 12 maart     | 1947    | zonder palm |
| Hendrik Kloosterziel                           | Groningen           | Nederland           | Utrecht               | 12 maart     | 1947    | zonder palm |
| Marguerite Knight                              |                     | Frankrijk           | Parijs                |              | 1946    |             |
| Jacob Knoote                                   |                     | Nederland           | General Orders no. 76 | 9 juli       | 1947    | zonder palm |
| Cornelis Koene                                 |                     | Nederland           | General Orders no.5   | 20 maart     | 1947    | zilver      |
| Klaas Koers                                    | Maasniel            | Nederland           | Maastricht            | 18 januari   | 1947    | zonder palm |
| Albert Koeslag Jr.                             | Utrecht             | Nederland           | Amsterdam             | 21 november  | 1946    | brons       |
| Albert Koeslag Sr.                             | Utrecht             | Nederland           | Amsterdam             | 21 november  | 1946    | zonder palm |
| Hebe Charlotte Kohlbrugge                      |                     | Nederland           | Amsterdam             | 7 mei        | 1953    | zilver      |
| Hendrikus Kok                                  |                     | Nederland           | Maastricht            | 18 januari   | 1947    | zonder palm |
| Pieter de Koning                               | Papendrecht         | Nederland           | Maastricht            | 18 januari   | 1947    | zonder palm |
| C.M. Koopman                                   |                     | Nederland           | Seoel                 |              | 1953    | zonder palm |
| Kees Kraayenbrink                              | Halfweg             | Nederland           | Utrecht               | 12 maart     | 1947    | zonder palm |
| Frans Jacob Kroeze                             | Vollenhove          | Nederland           | Utrecht               | 12 maart     | 1947    | zonder palm |
| Jan Kroeze                                     | Kampen              | Nederland           | Utrecht               | 12 maart     | 1947    | zonder palm |
| Jeanne Krooshof                                | Deventer            | Nederland           | Utrecht               | 12 maart     | 1947    | zonder palm |
| Piet Kruijff                                   | Arnhem              | Nederland           | General Orders no.40  | 13 mei       | 1947    | brons       |
| Johannes Petrus Kruimel                        | Utrecht             | Nederland           | Utrecht               | 12 maart     | 1947    | zonder palm |
| A.S. Kuijsten                                  | Sprang-Capelle      | Nederland           |                       |              |         | brons       |
| Leonardus Kuijsten                             | Sprang-Capelle      | Nederland           |                       |              |         | brons       |
| Albert Kuipers                                 | Sliedrecht          | Nederland           | Maastricht            | 18 januari   | 1947    | zonder palm |
| Willem Kuyt                                    | Nijkerkerveen       | Nederland           | Utrecht               | 12 maart     | 1947    | zonder palm |
| Cornelius van Laanen                           | Dinther             | Nederland           | Maastricht            | 18 januari   | 1947    | zonder palm |
| Johan Laatsman de Bailleul                     | Brussel             | België              | Amsterdam             | 21 november  | 1946    | zilver      |
| Hendrik Lahey                                  | Maasniel            | Nederland           | Maastricht            | 18 januari   | 1947    | zonder palm |
| Gerard Lambert                                 | Voorthuizen         | Nederland           | Utrecht               | 12 maart     | 1947    | zonder palm |
| Cornelis van 't Land                           | Epe                 | Nederland           | Den Haag              |              |         | zonder palm |
| Jan de Landgraaf                               | Sliedrecht          | Nederland           | Maastricht            | 18 januari   | 1947    | zonder palm |
| Paulus Landman                                 | Hilvarenbeek        | Nederland           | Amsterdam             | 21 november  | 1946    | brons       |
| Tom Lantos                                     | Boedapest           | Hongarije           |                       |              | 1946    |             |
| Dirk Last                                      | Bussum              | Nederland           | Utrecht               | 12 maart     | 1947    | zonder palm |
| Albert Lautman *                               | Parijs              | Frankrijk           |                       |              | 1954    |             |
| Charles Lea                                    |                     | Verenigd Koninkrijk | Londen                | 7 februari   | 1948    | brons       |
| Michael Leahy                                  |                     | Australië           |                       |              | 1948    | brons       |
| Dennis Lean                                    |                     | Verenigd Koninkrijk |                       |              | 1958    | brons       |
| Agardus Leegsma                                | Nijmegen            | Nederland           |                       |              |         | zonder palm |
| Hendricus J.A. Leemreize                       | Lichtenvoorde       | Nederland           | Utrecht               | 12 maart     | 1947    | zonder palm |
| Willem Leenman                                 | Hardinxveld         | Nederland           | Maastricht            | 18 januari   | 1947    | zonder palm |
| Cornelis B. van Leent                          | Den Haag            | Nederland           | Utrecht               | 12 maart     | 1947    | zonder palm |
| Cornelis Marinus van Leeuwen                   | 's-Hertogenbosch    | Nederland           | Maastricht            | 18 januari   | 1947    | zonder palm |
| Wendeline Elisabeth van Leeuwen-van Boetzelaer | Delft               | Nederland           | Utrecht               | 12 maart     | 1947    | zonder palm |
| Jan Lemmens                                    | Klimmen             | Nederland           | Maastricht            | 18 januari   | 1947    | zonder palm |
| Ernst Lems                                     |                     | Nederland           | Maastricht            | 18 januari   | 1947    | zonder palm |
| George Lemson                                  | Maastricht          | Nederland           | Maastricht            | 18 januari   | 1947    | zonder palm |
| Andries Lenstra                                | Nunspeet            | Nederland           | Utrecht               | 12 maart     | 1947    |             |
| Petrus van Leur                                | Maastricht          | Nederland           | Maastricht            | 18 januari   | 1947    | zonder palm |
| Wilfrid Bennet Lewis                           |                     | Canada              |                       |              | 1947    | zilver      |
| Freek van der Ley                              | Maastricht          | Nederland           | Maastricht            | 18 januari   | 1947    | zonder palm |
| Ivan van der Ley                               | Naarden             | Nederland           | Amsterdam             | 21 november  | 1946    | brons       |
| Menno Liefstingh                               | Groningen           | Nederland           | Utrecht               | 12 maart     | 1947    |             |
| Eugène II de Ligne                             | Brussel             | België              | Brussel               |              | 1946    | zilver      |
| Jens Lillelund                                 |                     | Verenigd Koninkrijk |                       | 19 november  | 1948    | brons       |
| Henk van Loenen                                | Zeist               | Nederland           | Amsterdam             | 21 november  | 1946    | brons       |
| Herman van Loenen                              | Zeist               | Nederland           | Amsterdam             | 21 november  | 1946    | brons       |
| Cornelis Lof                                   | Barneveld           | Nederland           | Utrecht               | 12 maart     | 1947    |             |
| Jo Lokerman                                    | Maastricht          | Nederland           | Maastricht            | 18 januari   | 1947    | zonder palm |
| Carole Lombard                                 | Fort Wayne          | Verenigde Staten    |                       |              | 1946    | zonder palm |
| Jeanne Loven                                   | Roermond            | Nederland           | Maastricht            | 18 januari   | 1947    | zonder palm |
| Peter Luiten                                   | Cincinnati          | Nederland           |                       |              |         | zonder palm |
| Jan Luijendijk                                 | Rotterdam           | Nederland           | Utrecht               | 12 maart     | 1947    |             |
| Jan H. Maasen                                  | Roggel              | Nederland           | Maastricht            | 18 januari   | 1947    | zonder palm |
| Joseph Warren Madden                           |                     | Verenigde Staten    |                       |              | 1947    | zonder palm |
| Adriaan Maljers                                | Veere               | Nederland           | Maastricht            | 18 januari   | 1947    | zonder palm |
| Jan Mallens                                    | Kaatsheuvel         | Nederland           | Maastricht            | 18 januari   | 1947    | zonder palm |
| Bernardus Manders                              | Bakel               | Nederland           | Amsterdam             | 21 november  | 1946    | brons       |
| Max Manus                                      |                     | Noorwegen           |                       |              | 1946    |             |
| Pieter Marang                                  | Echt                | Nederland           | Amsterdam             | 21 november  | 1946    | brons       |
| George Mardikian                               | Fresno              | Verenigde Staten    |                       |              | 1951    | zonder palm |
| Bernard Martens                                | Heldendorp          | Nederland           |                       |              |         | zonder palm |
| Andrée-Louise Mathey-Doret                     | Buffard             | Frankrijk           |                       |              |         |             |
| Wilfrid Reid May                               |                     | Canada              |                       |              | 1947    | brons       |
| Heil McElroy                                   |                     | Verenigde Staten    | Washington D.C.       | 1 december   | 1959    | zonder palm |
| Omond McKillop Solandt                         |                     | Canada              |                       |              |         | brons       |
| Donald McMullen                                |                     | Verenigde Staten    |                       | 16 april     | 1946    | zonder palm |
| Dirk van der Meer                              | Enschede            | Nederland           | Enschede              | ?            | 194?    |             |
| Jacobus van der Meer                           | Roelofarendsveen    | Nederland           | Utrecht               | 12 maart     | 1947    |             |
| Albert van Meerveld                            | Terschuur           | Nederland           | Utrecht               | 12 maart     | 1947    |             |
| Johan Meewis                                   | Amsterdam           | Nederland           |                       |              |         | brons       |
| Jan Meijer                                     |                     | Nederland           | 's-Gravenhage         | 8 april      | 1953    | zonder palm |
| Edward Mellanby                                |                     | Verenigd Koninkrijk | Londen                | 7 februari   | 1948    | zilver      |
| Stephanie Memelauer-Nedwed                     | Hengelo             | Nederland           | Amsterdam             | 21 november  | 1946    | zonder palm |
| John Kinnaird Metherell                        |                     | Verenigd Koninkrijk | Londen                | 16 januari   | 1947    | brons       |
| Hendrik Metzlar                                | Drachten            | Nederland           | Utrecht               | 12 maart     | 1947    |             |
| Andries van der Meulen                         | Zwaagwesteinde      | Nederland           | Amsterdam             | 21 november  | 1946    | brons       |
| Henk van der Mheen *                           | Lunteren            | Nederland           | Utrecht               | 12 maart     | 1947    |             |
| Wim van der Mheen *                            | Lunteren            | Nederland           | Utrecht               | 12 maart     | 1947    |             |
| John Michaels                                  |                     | Canada              |                       |              |         | zonder palm |
| C.C. Mitchell                                  |                     | Verenigd Koninkrijk |                       |              | 1958    | brons       |
| Koenraad Molenaar                              | Haarlem             | Nederland           | Utrecht               | 12 maart     | 1947    | zonder palm |
| Francis Mond                                   |                     | Verenigd Koninkrijk | Londen                | 7 februari   | 1948    | zilver      |
| Wim Monnier                                    | Den Haag            | Nederland           | Utrecht               | 12 maart     | 1947    | zonder palm |
| Berthus Monster                                | Vreeswijk           | Nederland           | Utrecht               | 12 maart     | 1947    | zonder palm |
| Andries Mooren                                 | Kelpen              | Nederland           | Amsterdam             | 21 november  | 1946    | brons       |
| Leslie James Morshead                          | Sydney              | Australië           |                       |              | 1948    | zilver      |
| Jan van de Mortel                              | Eindhoven           | Nederland           | Maastricht            | 18 januari   | 1947    | zonder palm |
| Knut Møyen                                     | Oslo                | Noorwegen           |                       |              | 1948    |             |
| Kees Mulder                                    | Wageningen          | Nederland           | Utrecht               | 12 maart     | 1947    | zonder palm |
| Tiny Mulder                                    | Drachten            | Nederland           | Den Haag              | 4 september  | 1946    | zilver      |
| Kenneth Stanley Nadauld                        |                     | Verenigd Koninkrijk |                       | 19 november  | 1948    | zonder palm |
| Gabriel Nahas                                  | Parijs              | Frankrijk           |                       |              |         | goud        |
| Christiaan Navis                               | Voorschoten         | Nederland           | Den Haag              | 8 april      | 1953    | zilver      |
| Willem Dirk Neervoort                          |                     | Nederland           |                       |              |         | brons       |
| Lambertus Neher                                | Voorst              | Nederland           | Den Haag              | 8 april      | 1953    | goud        |
| A. P. Nelemans                                 | Bakel               | Nederland           | Maastricht            | 18 januari   | 1947    | zonder palm |
| John von Neumann                               | Washington D.C.     | Hongarije           | Washington D.C.       | 15 februari  | 1956    |             |
| Camille Nicolas                                |                     | Frankrijk           |                       |              | 1946    | brons       |
| Dieuwke Nijhoff-van der Meer                   | Ede                 | Nederland           | Amsterdam             | 21 november  | 1946    | brons       |
| Hubert Nijs                                    | Maastricht          | Nederland           | Maastricht            | 18 januari   | 1947    | zonder palm |
| Willem van Nooten                              | Meppel              | Nederland           | Utrecht               | 12 maart     | 1947    | zonder palm |
| Jan Andries de Nooij                           | Enschede            | Nederland           | Utrecht               | 12 maart     | 1947    | zonder palm |
| Menno de Nooij                                 | Ede                 | Nederland           | Utrecht               | 12 maart     | 1947    | brons       |
| Paul de Nooij                                  | Bennekom            | Nederland           | Utrecht               | 12 maart     | 1947    | zonder palm |
| Zwerus de Nooij jr.                            | Bennekom            | Nederland           | Amsterdam             | 21 november  | 1946    | brons       |
| Winifred Nuece-Hubbard                         |                     | Verenigd Koninkrijk |                       | 19 november  | 1948    | zonder palm |
| Hugh O'Flaherty                                | Rome                | Ierland             |                       |              | 1946    | zilver      |
| Mark Oliphant                                  | Canberra            | Australië           |                       |              | 1946    | gold        |
| Jacobus Oranje                                 | Amsterdam           | Nederland           |                       |              |         | zonder palm |
| Harry Otten                                    | Erp                 | Nederland           | Den Haag              | 4 september  | 1946    | zilver      |
| Gelius Ottens                                  | Amersfoort          | Nederland           | Utrecht               | 12 maart     | 1947    | zonder palm |
| Cornelis Otto                                  | Vreeswijk           | Nederland           | Utrecht               | 12 maart     | 1947    | zonder palm |
| Georges d'Oultremont                           | Oteppe              | België              |                       |              |         | brons       |
| John Paul                                      |                     | Verenigde Staten    |                       | 16 april     | 1946    | zonder palm |
| Adriaan Paulen                                 | Eindhoven           | Nederland           | General Orders no. 8  | 7 januari    | 1946    | brons       |
| Andrée Peel                                    | Brest               | Frankrijk           |                       |              | 1953    |             |
| Alphonse Peeters                               | Echt                | Nederland           | Maastricht            | 18 januari   | 1947    | zonder palm |
| Wilder Penfield                                | Montreal            | Canada              |                       |              | 1946    | zilver      |
| William Penney                                 |                     | Verenigd Koninkrijk |                       |              | 1946    | zilver      |
| Johannes Penseel                               | Arnhem              | Nederland           | Utrecht               | 12 maart     | 1947    | zonder palm |
| Jan Mathijs Peters                             | Roosteren           | Nederland           | Maastricht            | 18 januari   | 1947    | zonder palm |
| Claire Phillips                                |                     | Verenigde Staten    |                       |              | 1951    | zonder palm |
| Jacques Piette                                 |                     | Frankrijk           |                       |              |         |             |
| Mathias Pijpers                                | Maasniel            | Nederland           | Maastricht            | 18 januari   | 1947    | zonder palm |
| Gerritje Piksen                                | Nijverdal           | Nederland           | Utrecht               | 12 maart     | 1947    | zonder palm |
| Joop Piller                                    | Laren               | Nederland           | Den Haag              | 4 september  | 1946    | goud        |
| Pieter Pinckaers                               | Nuth                | Nederland           | Maastricht            | 18 januari   | 1947    | zonder palm |
| Justine Pinkas                                 |                     | Nederland           | Maastricht            | 18 januari   | 1947    | zonder palm |
| Johanna A. Poels                               | America             | Nederland           | Maastricht            | 18 januari   | 1947    | zonder palm |
| Lambert Poels                                  | America             | Nederland           | Den Haag              | 4 september  | 1946    | zilver      |
| Bertus van der Pol                             | Ede                 | Nederland           | Utrecht               | 12 maart     | 1947    | zonder palm |
| Maria van der Pol-van der Linden               | Aalst               | Nederland           | Maastricht            | 18 januari   | 1947    | zonder palm |
| Francisco Ponzan Vidal *                       | Oviedo              | Spanje              |                       |              | 1946    | goud        |
| Johannes Post *                                |                     | Nederland           | Den Haag              | 8 april      | 1953    | zilver      |
| Gerrit Pruijs                                  |                     | Nederland           | Den Haag              | 8 april      | 1953    | zonder palm |
| Coba Pulskens                                  | Tilburg             | Nederland           | Maastricht            | 18 januari   | 1947    | zonder palm |
| Johannes van der Putten                        | Deurne              | Nederland           | Amsterdam             | 21 november  | 1946    | brons       |
| Donald Quarles *                               |                     | Verenigde Staten    |                       |              | 1959    |             |
| Reuben Rabinovitch                             |                     | Canada              | Montreal              |              | 1947    | zilver      |
| Henk van Randwijk                              | Amsterdam           | Nederland           | Amsterdam             | 7 mei        | 1953    | brons       |
| Jannes Rap                                     | Dedemsvaart         | Nederland           | Utrecht               | 12 maart     | 1947    | zonder palm |
| Andrée Récipon                                 | Laillé              | Frankrijk           |                       |              |         |             |
| Jacob Rens                                     | Antwerpen           | België              | Utrecht               | 12 maart     | 1947    | brons       |
| Paul J. Reybroek                               |                     | Nederland           | Maastricht            | 18 januari   | 1947    | zonder palm |
| Frans van Riel                                 | Asten               | Nederland           | Maastricht            | 18 januari   | 1947    | zonder palm |
| Gerrit Rietberg                                | Zutphen             | Nederland           | Amsterdam             | 21 november  | 1946    | brons       |
| Henry Rigby                                    |                     |                     |                       |              | 1947    |             |
| Jacob van Rij                                  | Oud-Beijerland      | Nederland           | Maastricht            | 18 januari   | 1947    | zonder palm |
| Jan van Roekel                                 | Wageningen          | Nederland           |                       |              |         | brons       |
| A.W. Roelofs                                   | Gemert              | Nederland           | Maastricht            | 18 januari   | 1947    | zonder palm |
| Aart Roelofsen                                 | Lunteren            | Nederland           | Amsterdam             | 21 november  | 1946    | brons       |
| Gillis Röing                                   |                     | Zweden              |                       |              | 195?    |             |
| Johannes Rombout                               | Dordrecht           | Nederland           | Den Haag              | 4 september  | 1946    | zilver      |
| Peter Ronden                                   | Sittard             | Nederland           | Maastricht            | 18 januari   | 1947    | zonder palm |
| Remko Roosjen                                  | Hengelo             | Nederland           | Den Haag              | 4 september  | 1946    | zilver      |
| Anna Rosenberg                                 |                     | Verenigde Staten    |                       |              | 1945    | zonder palm |
| Harold Roxbee Cox                              |                     | Verenigd Koninkrijk |                       |              | 1947    | zilver      |
| Mathilda Ruikers-Timmers                       | Echt                | Nederland           | Amsterdam             | 21 november  | 1946    | brons       |
| Alfred Senaeve                                 | Oostende            | België              | Maastricht            | 18 januari   | 1947    | zonder palm |
| Hannie Schaft *                                |                     | Nederland           |                       |              | 1946    |             |
| Bernardus Aloysius van Schaik                  |                     | Nederland           |                       |              |         | zonder palm |
| Jan Scherpenisse                               | Mijnsheerenland     | Nederland           | Utrecht               | 12 maart     | 1947    | zonder palm |
| Willem Schmidt *                               | Zeist               | Nederland           | Utrecht               | 12 maart     | 1947    | zonder palm |
| Pieter Scholten                                | Heemstede           | Nederland           | Utrecht               | 12 maart     | 1947    | zonder palm |
| Anton Schreuder                                | Lunteren            | Nederland           | Utrecht               | 12 maart     | 1947    | zonder palm |
| Cornelis Schriek                               | Apeldoorn           | Nederland           | Utrecht               | 12 maart     | 1947    | zonder palm |
| P.H.J. Schulpen                                | Roosteren           | Nederland           | Maastricht            | 18 januari   | 1947    | zonder palm |
| Gerrit van Schuppen                            | Amersfoort          | Nederland           | Utrecht               | 12 maart     | 1947    | zonder palm |
| Wim Schuijt                                    | Parijs              | Nederland           | Amsterdam             | 7 mei        | 1953    | zonder palm |
| Gero von Schulze-Gävernitz                     | Freiburg            | Duitsland           |                       |              | 1945    |             |
| Arthur Sclater                                 |                     | Verenigd Koninkrijk |                       |              | 1946    | brons       |
| Victor Clarence Secombe                        |                     | Australië           |                       |              | 1948    | zilver      |
| Henrica Seelen                                 | Schijndel           | Nederland           | Schijndel             | 9 februari   | 1947    | zonder palm |
| Jan Seigers                                    | Ommen               | Nederland           | Amsterdam             | 21 november  | 1946    | brons       |
| Harrie Semler                                  | Maarheeze           | Nederland           | Amsterdam             | 21 november  | 1946    | brons       |
| Catharina Semler-Hendriks                      | Maarheeze           | Nederland           | Amsterdam             | 21 november  | 1946    | brons       |
| Petrus Sijmons                                 | Maastricht          | Nederland           | Maastricht            | 18 januari   | 1947    | brons       |
| Hugh Sinclair                                  |                     | Verenigd Koninkrijk | Londen                | 7 februari   | 1948    | zilver      |
| Einar Skinnarland                              |                     | Noorwegen           |                       |              | 1946    |             |
| Gerrit Slagman *                               | Gorssel             | Nederland           | Utrecht               | 12 maart     | 1947    | zonder palm |
| Alphons Smeets                                 | Eijsden             | Nederland           | Maastricht            | 18 januari   | 1947    | zonder palm |
| Martinus Smetsers                              | Casteren            | Nederland           | Utrecht               | 12 maart     | 1947    | zonder palm |
| Hendrik Ernst Smidt van Gelder                 | Aerdenhout          | Nederland           | Utrecht               | 12 maart     | 1947    | zonder palm |
| Karst Smit                                     | Den Haag            | Nederland           | Amsterdam             | 21 november  | 1946    | zilver      |
| Florence Ebesole Smith Finch                   |                     | Filipijnen          |                       |              | 1948    | zilver      |
| Reginald Leslie Smith-Rose                     |                     | Verenigd Koninkrijk |                       |              | 1947    | zilver      |
| Eugene Smits                                   | Maastricht          | Nederland           | Maastricht            | 18 januari   | 1947    | zonder palm |
| Franciscus Snelders                            | Maarheeze           | Nederland           | Maastricht            | 18 januari   | 1947    | zonder palm |
| Jan Snelders                                   | Maarheeze           | Nederland           | Maastricht            | 18 januari   | 1947    | zonder palm |
| Johannes Snelders                              | Maarheeze           | Nederland           | Maastricht            | 18 januari   | 1947    | zonder palm |
| Petrus Snelders                                | Maarheeze           | Nederland           | Maastricht            | 18 januari   | 1947    | zonder palm |
| Gerben Sonderman                               | Amsterdam           | Nederland           | Den Haag              | 1 maart      | 1954    | zilver      |
| Gunnar Sønsteby                                |                     | Noorwegen           |                       |              | 1945    | zilver      |
| Paul-Henri Spaak                               |                     | België              |                       |              | 1961    | zilver      |
| Wim Speelman *                                 | Amsterdam           | Nederland           | Den Haag              | 8 april      | 1953    | brons       |
| Catharina Spierings                            | Mekel               | Nederland           | Maastricht            | 18 april     | 1947    | zonder palm |
| Simon Spoor                                    | Batavia             | Nederland           |                       |              | 1946    | brons       |
| Jacob Staal                                    | Arnhem              | Nederland           |                       |              |         |             |
| Wouter Staal                                   | Eemnes              | Nederland           | Utrecht               | 12 maart     | 1947    | zonder palm |
| Jan Willem Stam                                | Kesteren            | Nederland           | Amsterdam             | 21 november  | 1946    | brons       |
| George Reginald Starr                          |                     | Verenigd Koninkrijk |                       |              | 1946    | zilver      |
| Cor van Staveren                               | Venray              | Nederland           | Maastricht            | 18 april     | 1947    | zonder palm |
| Marinus van Steensel                           | Westmaas            | Nederland           | Maastricht            | 18 april     | 1947    | zonder palm |
| John Steinbeck                                 | New York            | Verenigde Staten    |                       |              | 1954    | zonder palm |
| William Samuel Stephenson                      |                     | Canada              |                       |              | 1946    |             |
| Joseph Stokes                                  |                     | Verenigde Staten    |                       | 16 april     | 1946    | zonder palm |
| Andrew Stratton                                |                     | Verenigd Koninkrijk | Londen                | 7 februari   | 1948    | brons       |
| Lewis Strauss                                  |                     | Verenigde Staten    | Washington D.C.       | 14 juli      | 1958    | zonder palm |
| Abraham Streefland                             | Renkum              | Nederland           | Utrecht               | 12 maart     | 1947    | zonder palm |
| R.K. Suermondt                                 |                     | Nederland           | Rotterdam             | juli         | 1946    | zonder palm |
| Victor Swanne                                  |                     | Nederland           | Vught                 |              |         | zonder palm |
| Charles Swannell                               |                     | Canada              |                       | 6 september  | 1945    | brons       |
| Marcel Taillandier                             |                     | Frankrijk           |                       |              |         |             |
| T.W.J. Taylor                                  |                     | Verenigd Koninkrijk | Londen                | 7 februari   | 1948    | brons       |
| Marie Anne Tellegen                            | Utrecht             | Nederland           | Den Haag              | 8 april      | 1953    | zilver      |
| Carl Ten Broeck                                |                     | Verenigde Staten    |                       | 16 april     | 1946    | zonder palm |
| Trix Terwindt                                  | Amsterdam           | Nederland           | Maastricht            | 18 januari   | 1947    | zonder palm |
| Meinarda van Terwisga                          | Apeldoorn           | Nederland           | Utrecht               | 12 maart     | 1947    | zonder palm |
| Lucien Theelen                                 | Luik                | Nederland           |                       |              |         | brons       |
| Jan Thijssen *                                 | Rijswijk            | Nederland           | Den Haag              | 8 april      | 1953    | zilver      |
| Carl Paulus Nicolaas Thomas                    | 's-Hertogenbosch    | Nederland           | Den Haag              | 8 april      | 1953    | brons       |
| Llewellyn Thompson                             |                     | Verenigde Staten    |                       |              | 1946    | zonder palm |
| Jens Toldstrup                                 | Tulstrup            | Denemarken          |                       |              | 1946    | goud        |
| Cyril Trotman                                  |                     | Verenigd Koninkrijk | Londen                | 7 februari   | 1948    | zilver      |
| Leif Tronstad *                                | Trondheim           | Noorwegen           | Oslo                  |              | 1946    |             |
| Kyohito Tsutsui                                | Yokohama            | Japan               | Yokohama              |              | 1953    | brons       |
| Harry Tummers                                  | Echt                | Nederland           | Den Haag              | 9 januari    | 1946    | goud        |
| Jan Turlings                                   | Echt                | Nederland           | Den Haag              | 9 januari    | 1946    | zonder palm |
| Margaret Utinsky                               | Michigan City       | Verenigde Staten    |                       |              | 1946    | zonder palm |
| Rose Valland                                   | Parijs              | Frankrijk           |                       |              |         |             |
| Baudouin Vanassche                             | Menen               | België              | Brussel               | 16 februari  | 1947    |             |
| Gerrit van der Veen *                          | Amsterdam           | Nederland           | Amsterdam             | 7 mei        | 1953    | zilver      |
| Jan Hendrik op de Velde *                      | Zaandam             | Nederland           |                       |              |         | zonder palm |
| Reinder van Velzel                             | Meppel              | Nederland           | Utrecht               | 12 maart     | 1947    | zonder palm |
| Lodewijk van der Ven                           | Arnhem              | Nederland           | Utrecht               | 12 maart     | 1947    | zonder palm |
| Wouter Verbeek                                 | Zeist               | Nederland           | Utrecht               | 12 maart     | 1947    | zonder palm |
| Frans Verbruggen                               | Roermond            | Nederland           | Den Haag              | 4 september  | 1946    | zilver      |
| Hendrik Verhaaff                               | Ede                 | Nederland           | Amsterdam             | 21 november  | 1946    | zonder palm |
| Marinus Verhagen                               | Arnhem              | Nederland           | Utrecht               | 12 maart     | 1947    | zonder palm |
| Hendrik Verkennis                              | Stramproy           | Nederland           | Maastricht            | 18 januari   | 1947    | zonder palm |
| Cornelis Verkuil                               | Zaltbommel          | Nederland           | Maastricht            | 18 januari   | 1947    | zonder palm |
| Willem Vermazen                                | Maarheeze           | Nederland           | Maastricht            | 18 januari   | 1947    | zonder palm |
| Jan Vermeeren                                  | Sevenum             | Nederland           | Maastricht            | 18 januari   | 1947    | zonder palm |
| Piet Vermeeren                                 | Sevenum             | Nederland           | Maastricht            | 18 januari   | 1947    | zonder palm |
| Vermeulen, Roelof C.                           | Drachten            | Nederland           | Amsterdam             | 21 november  | 1946    | brons       |
| Jan Verschure *                                | Hilversum           | Nederland           | Den Haag              | 7 mei        | 1953    | brons       |
| Mathilde Verspyck *                            |                     | Nederland           | St-Pieters-Woluwe     | 16 februari  | 1947    | zonder palm |
| Reinier van der Vin                            | Neeritter           | Nederland           | Amsterdam             | 21 november  | 1946    | brons       |
| Jan Visser                                     |                     | Nederland           | Maastricht            | 18 januari   | 1947    | zonder palm |
| Pieter Visser                                  | Amsterdam           | Nederland           | Amsterdam             | 21 november  | 1946    | brons       |
| Wilhelmina van der Voort                       | Meerssen            | Nederland           | Maastricht            | 18 januari   | 1947    | zonder palm |
| Johan Vries                                    | Weert               | Nederland           | Maastricht            | 18 januari   | 1947    | zonder palm |
| Hermance de Vries-van den Wall Bake            | Amsterdam           | Nederland           | Amsterdam             | 21 november  | 1946    | brons       |
| Jacques Vrij                                   | Maastricht          | Nederland           | Amsterdam             | 21 november  | 1946    | brons       |
| Nancy Wake                                     | Parijs              | Australië           |                       |              | 1949    |             |
| Johannes Wannée                                | Den Haag            | Nederland           | Den Haag              | 4 september  | 1946    | zilver      |
| Ger van der Weerd                              | Rotterdam           | Nederland           | Utrecht               | 12 maart     | 1947    | zonder palm |
| Eduard van Wegberg                             | Heythuizen          | Nederland           | Maastricht            | 18 januari   | 1947    | zonder palm |
| Johan Hendrik Weidner                          | Parijs              | Nederland           | Den Haag              | 4 september  | 1948    | goud        |
| Pieter Westdorp                                | Tiel                | Nederland           | Amsterdam             | 21 november  | 1946    | brons       |
| Don Whitehead                                  | Inman               | Verenigde Staten    |                       |              | 1946    | zonder palm |
| Joseph Wiersma                                 | Eijsden             | Nederland           | Maastricht            | 18 januari   | 1947    | zonder palm |
| Jos van Wijlen                                 | Capelle (N.B.)      | Nederland           | Den Haag              | 4 september  | 1946    | goud        |
| Frans Wijnen                                   |                     | Nederland           | General Orders no.5   | 20 maart     | 1947    | zonder palm |
| Lucas van Wijngaarden                          | Wassenaar           | Nederland           | Maastricht            | 18 januari   | 1947    | zonder palm |
| Marinus van Wijngaarden                        | Dordrecht           | Nederland           | Amsterdam             | 21 november  | 1946    | brons       |
| Derk Wildeboer                                 | Ede                 | Nederland           | Den Haag              | 4 september  | 1948    | goud        |
| Leonard Wilkens *                              | Tiel                | Nederland           | Amsterdam             | 21 november  | 1946    | brons       |
| Alphonse Ferdinand Tromme                      |                     | België              | Brussel               | 5 september  | 1946    | brons       |
| Hector F. Willis                               |                     | Verenigd Koninkrijk | Londen                | 7 februari   | 1948    | zilver      |
| Charles Wilson                                 |                     | Verenigde Staten    | Washington D.C.       | 9 oktober    | 1957    |             |
| Gijsbertus van der Woerd                       | Barneveld           | Nederland           | Utrecht               | 12 maart     | 1947    | zonder palm |
| Cornelis van Woerkom                           | Sliedrecht          | Nederland           | Den Haag              | 4 september  | 1946    | zilver      |
| Frederik Woestenburg                           | Schijndel           | Nederland           | Maastricht            | 18 januari   | 1947    | zonder palm |
| W. Wolffensperger                              | Bladel              | Nederland           | Den Haag              | 4 september  | 1948    | zonder palm |
| Jacob Woltman                                  | Apeldoorn           | Nederland           | Utrecht               | 12 maart     | 1947    | zonder palm |
| C.A. Wolzak                                    | Eerbeek             | Nederland           | Utrecht               | 12 maart     | 1947    | zonder palm |
| Bienso Woudstra                                | Drachtstercompagnie | Nederland           | Utrecht               | 12 maart     | 1947    | zonder palm |
| Gerhard Wunderink *                            | Driebergen          | Nederland           | Driebergen            | 9 juni       | 1954    | brons       |
| Jo Wüthrich *                                  | Utrecht             | Nederland           | Amsterdam             | 7 mei        | 1953    | zonder palm |
| Cornelis van Zeeland                           | Elshout             | Nederland           | Den Haag              | 8 april      | 1953    | zonder palm |
| Jilles Zijlstra                                | Drachten            | Nederland           | Utrecht               | 12 maart     | 1947    | zonder palm |
| Solly Zuckerman                                |                     | Verenigd Koninkrijk | Londen                | 29 april     | 1948    | zilver      |